# زغبورة عريضة الشريط
زغبورة عريضة الشريط (الاسم العلمي:Stigmella platyzona) هي نوع من الحشرات تتبع جنس الزغبورة من فصيلة السليلات.